# گراهام استیل
گراهام استیل (انگلیسی: Graham Steell؛ ‏ ۲۷ ژوئیهٔ ۱۸۵۱ – ۱۰ ژانویهٔ ۱۹۴۲) پزشک متخصص قلب و عروق بود که بابت تشریح سوفل گراهام استیل شناخته می‌شود.
او در سال ۱۸۷۲ از دانشگاه ادینبرو فارغ‌التحصیل شد و بابت پایان‌نامه‌اش دربارهٔ مخملک برندهٔ مدال طلا شد. وی پژوهش‌هایی در زمینه تب و بیماری‌های قلب انجام داد و متوجهٔ رابطهٔ نوروپاتی محیطی و خیز در کمبود ویتامین ب۱ شد.